# Empressite
La empressite è un minerale.